# Méritein
Méritein é uma comuna francesa na região administrativa da Nova Aquitânia, no departamento dos Pirenéus Atlânticos. Estende-se por uma área de 6,97 km². Em 2010 a comuna tinha 294 habitantes (densidade: 42,2 hab./km²).